# Chesneya ternata
Chesneya ternata là một loài thực vật có hoa trong họ Đậu. Loài này được (Korsh.) Popov miêu tả khoa học đầu tiên.